# Охос-дель-Саладо
О́хос-дель-Сала́до (ісп. Ojos del Salado — «соляні очі») — великий складний стратовулкан в Андах на кордоні Аргентини і Чилі, найвищий вулкан у світі із висотою 6891 м. Також це друга за висотою гора Західної півкулі (після Аконкаґуа, 6962 м) і найвища гора в Чилі. Гора розташована приблизно за 600 км на північ від Аконкаґуа.
Через розташування в пустелі Атакама серед південноамериканської посушливої діагоналі, схили гори мають надзвичайно сухі умови, що перешкоджають утворенню льодовиків і постійного снігового покриву, утримуючи сніг тільки протягом зимових місяців. Проте, незважаючи на сухість, у кратері на східному схилі гори розташовується постійне озеро близько 100 м поперечником на висоті 6390 м. Ймовірно, це найвище озеро будь-якого типу у світі. Через свою висоту і суворий клімат на горі є відсутньою рослинність.
Охос-дель-Саладо був вулканічно активний у плейстоцені та голоцені, під час яких він виточував потоки лави. Активність була двощаблевою, і під час її зростання утворилася западина або кальдера. На вулкан також вплинули виверження його західного сусіда Невадо-Трес-Крусес. Останнє чуттєве виверження відбулося близько 750 року нашої ери. Викиди пари, які спостерігалися в листопаді 1993 року, могли бути ще одним виверженням.
Сходження на Охос-дель-Саладо легке на більшій частині схилів, лише остання секція вимагає використання альпіністського спорядження. Перше сходження було виконано 1937 року членами польської експедиції Яном Альфредом Щепаньським і Юстином Войжнісом.

## Назва
Назва «Охос-дель-Саладо» (Ojos del Salado) відноситься до річки, якою польська експедиція 1937 року досягла гори, хоча власне річка Саладо не витікає з Охос-дель-Саладо, до того ж така назва вулкану зустрічалась і раніше. Інше припущення стверджує, що вулкан було названо на честь родовищ корисних копалин на його схилах. Вулкан має дві вершини однакової висоти: західну вершину також називають чилійською, а східну — аргентинською. Обидві розташовані вздовж міжнародного кордону й отримали свої назви за ім'ям країн, з котрих до них легше дістатися.

## Географія і геоморфологія
Охос-дель-Саладо є частиною Високих Анд і здіймається з південного краю Пуна-де-Атакама, високогірного плато поруч із пустелею Атакама із середньою висотою 4000 метрів. Кордон між Аргентиною і Чилі проходить через вершину гори в напрямку схід-захід. Аргентинська частина розташована в межах провінції Катамарка, а чилійська — у провінції Копіапо регіону Атакама. Шосе 31-го чилійського маршруту проходить між містом Копіапо на захід від вулкана і перевалом Сан-Франциско до Аргентини, лежачи приблизно за 20 кілометрів на північ від вулкана, що робить його доступнішим, ніж багато інших вулканів. Край безлюдний і відчуває нестачу  водних ресурсів. Багато частин доступні тільки ґрунтовими дорогами.
Охос-дель-Саладо — це сплячий вулкан заввишки 6893, 6879 або 6887 метрів. Це найвищий вулкан у світі, друга за висотою вершина Анд та найвища вершина Чилі. Охос-дель-Саладо є не однією конічною вершиною, а складним вулканом, утвореним перекриттям менших вулканів із понад 20 кратерами. Дві споруди поперечником менше 2,5 кілометрів оточують вершинний кратер шириною 1,3 на 0,5 кілометра зі східної та західної сторін. Базальт, гравій, пемза і шлак виступають в його ободі, який розташований нижче з північної сторони. Другий кратер шириною 300—400 м розташований на захід від вершинного кратера. Зазначалося, що вершина розділена глибокою прірвою надвоє. Товсті короткі потоки дацитової лави складають ядро вулкана площею 13 на 12 км, а пірокластичні осадові породи покривають більшу частину області вершини.
Масив піднімається приблизно на 2 кілометри над навколишньою місцевістю і займає овальну площу приблизно 70–160 квадратних кілометрів, складаючись з лавових куполів, лавових потоків, пірокластичних конусів і вулканічних кратерів. Масив має засипану кальдеру 2,5 км завширшки, видиму через злам схилу із західної сторони. Також зазначається наявність рифтоподібної структури з численними маленькими кратерами. На західному схилі вулканічні конуси простягаються вряд на північ-північий схід. Серро-Соло та Ель-Фрайле — два великі лавові куполи на схилах Охос-дель-Саладо , від яких утворювалися пірокластичні потоки.
Внаслідок вітрової ерозії на північному схилі утворилися піщані поля з мегабрижами. Понад 6000 метрів над рівнем моря покриті осипами схили і потоки лави становлять основну частину поверхні, тоді як великі пустельні рівнини починаються нижче 5000 метрів над рівнем моря. Очікується, що земля на висоті понад 4000–5600 метрів міститиме вічну мерзлоту, яка, ймовірно, безперервна на великих висотах і покрита тонким діяльним (сезонно-талим) шаром. За даними Надь та ін. 2019 року, кріотурбаційні форми рельєфу не є помітними, імовірно оскільки явища, викликані вітром, перекривають власне ефекти кріотурбації. На схилах добре помітно сліди рухів гірських мас.

### Озера
В Охос-дель-Саладо розташоване найвище озеро у світі у вигляді кратерного озера на самій вершині. Живлений вічною мерзлотою і сніжниками, воно розташоване на висоті 6480-6500 метрів над рівнем моря. Воно оточене фумаролами та займає площу 6000 квадратних метрів. Температура води в струмку, що впадає в озеро, досягає 40,8 °C.
На північно-східному схилі на висоті 5900 м розташовані ще два озера, приблизно за 4 км від найвищого озера. Кожен має площу 2500 км² і передбачувану глибину 1 метр. Ефемерні озера виникають на висоті 5900–6000 м, коли тала вода з вічної мерзлоти накопичується в замкнутих улоговинах. Такі ставки можуть утворюватися у западинах на висоті 6380 метрів. Деякі з озер можуть бути завжди замерзлими. Озера можуть зникнути із зміною клімату через зникнення вічної мерзлоти.

### Околиці
У ландшафті переважають вулкани, багато з яких відносяться до плейстоцену чи голоцену, утворюючи найвисокогірніший вулканічний регіон у світі. Молоді вулкани мають конічну форму і часто мають вершинні кратери. Мандрівники порівнюють цей регіон із «місячними краєвидами». В області є гарячі джерела, такі як часто відвідувана Термас-Лагуна-Верде на березі солоного озера Лагуна-Верде.

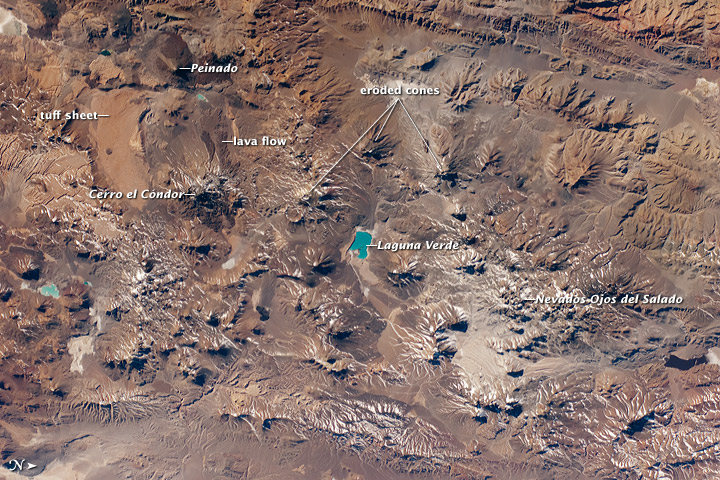
Вулканічні краєвиди Центральних Анд. Показано Невадо-Охос-дель-Саладо, Серро-Ель-Кондор і Пейнадо вздовж аргентинсько-чилійського кордону. Світлина астронавта з Міжнародної космічної станції, 2010 рік.

Вулкан розташований в середині більш ніж 80-кілометрового ланцюга вулканів, що простягаються зі сходу на захід, утворюючи вододіл, та включають вулкани Невадо-Трес-Крусес, Інкауасі і Серро-Бланко. Цей ланцюг вулканів є частиною тектонічного лінеаменту Охос-дель-Саладо–Сан-Буенавентура, який відповідає географічному (південний кордон Пуна-де-Атакама) та тектонічному розлому в регіоні. Лініамент може бути наслідком субдукції хребта Копіапо цією широтою. Також припускається, що хребет Копіапо, що субдукує, насправді розташований північніше від лінеаменту. Це вже більше відповідало би теорії про те, що субдукція таких хребтів призводить до утворення прогалин у вулканічному ланцюзі.

## Лід і льодовики

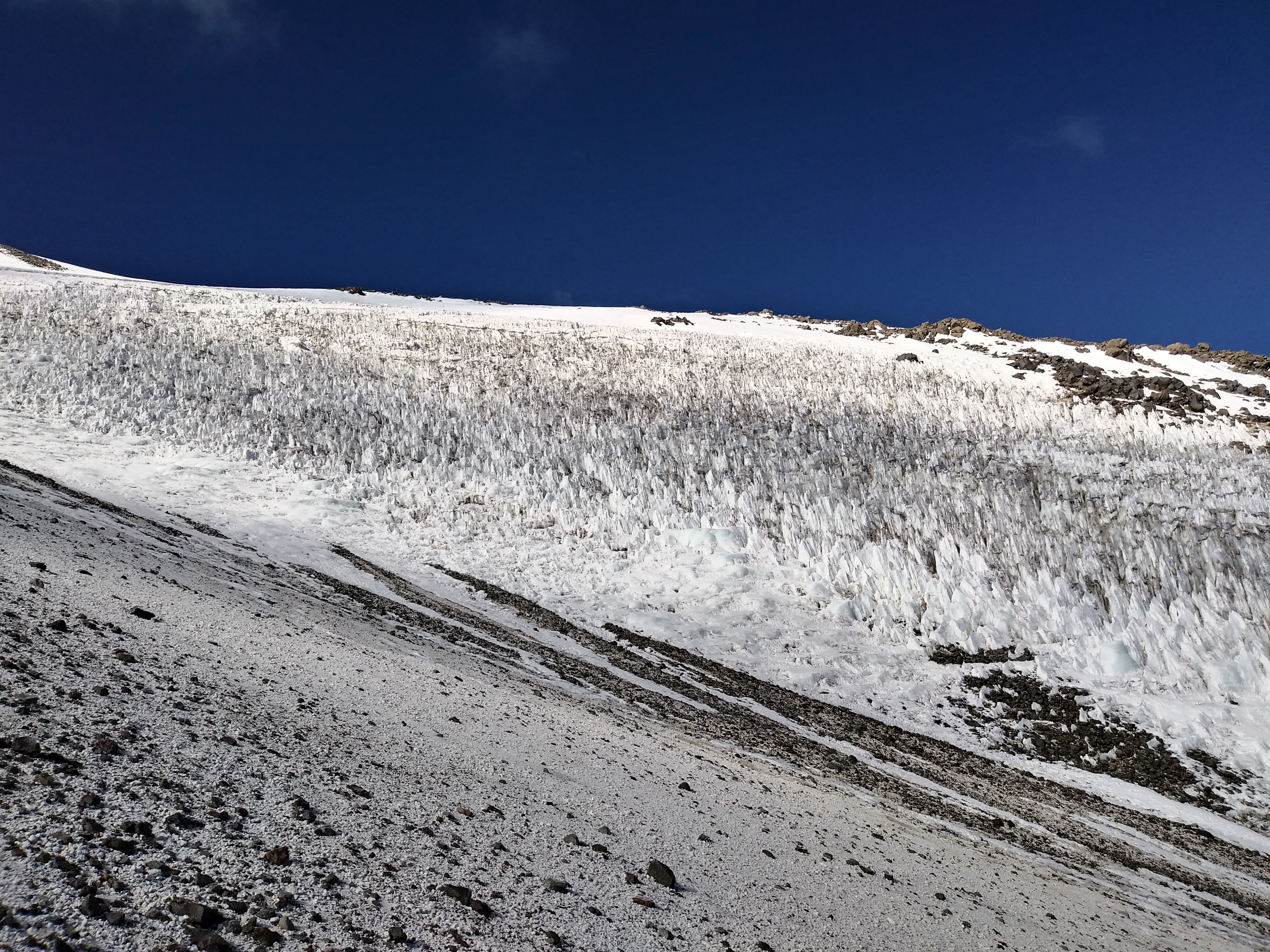
Поле кальгаспор на висоті приблизно 6500 м на північній стороні Охос-дель-Саладо влітку 2020 року

За винятком фірну і невеликих льодовиків у захищених частинах гори, Охос-дель-Саладо не має значного крижаного покриву. Це пов'язано із посушливим кліматом краю, через який висота межі живлення льодовика піднімається над вершиною гори й утримує більшість піків у цьому краї вільними від криги. Області льодовиків, зображені на мапах, часто насправді є нерухомими фірновими полями. Товщина льоду досягає всього 10–15 метрів, а площа — кілька сотень метрів. Тала вода живить струмки.
Альпіністи 1956 року повідомили про два льодовики на північно-західному схилі, а звіт 1958 року вказав, що крижана маса на висоті 6600 метрів спускається на дві гілки, а на нижчій висоті слідує інший льодовик також з двома гілками, але в обох випадках без будь-яких ознак руху. 2014 року у вершинному кратері знайшовся лід, а на східних і південних схилах були значні льодовики на висоті нижче 6000 метрів. У період із 1974 по 1983 рік площа льоду збільшилася, але з 1986 по 2000 рік площа льоду зменшилася на 40 %. Очікується, що танення льоду спочатку призведе до збільшення стоку, але зрештою лід зменшиться настільки, що стік зникне.
Ще 1937 року альпіністи зіткнулися з кальгаспорами, а 1949 року, як повідомляється, на Охос-дель-Саладо були кальгаспори заввишки 5–8 метрів. Кальгаспори є високими крижаними шпилами, які утворюються при сублімації льоду за значної інсоляції.

### Підповерхневий лід

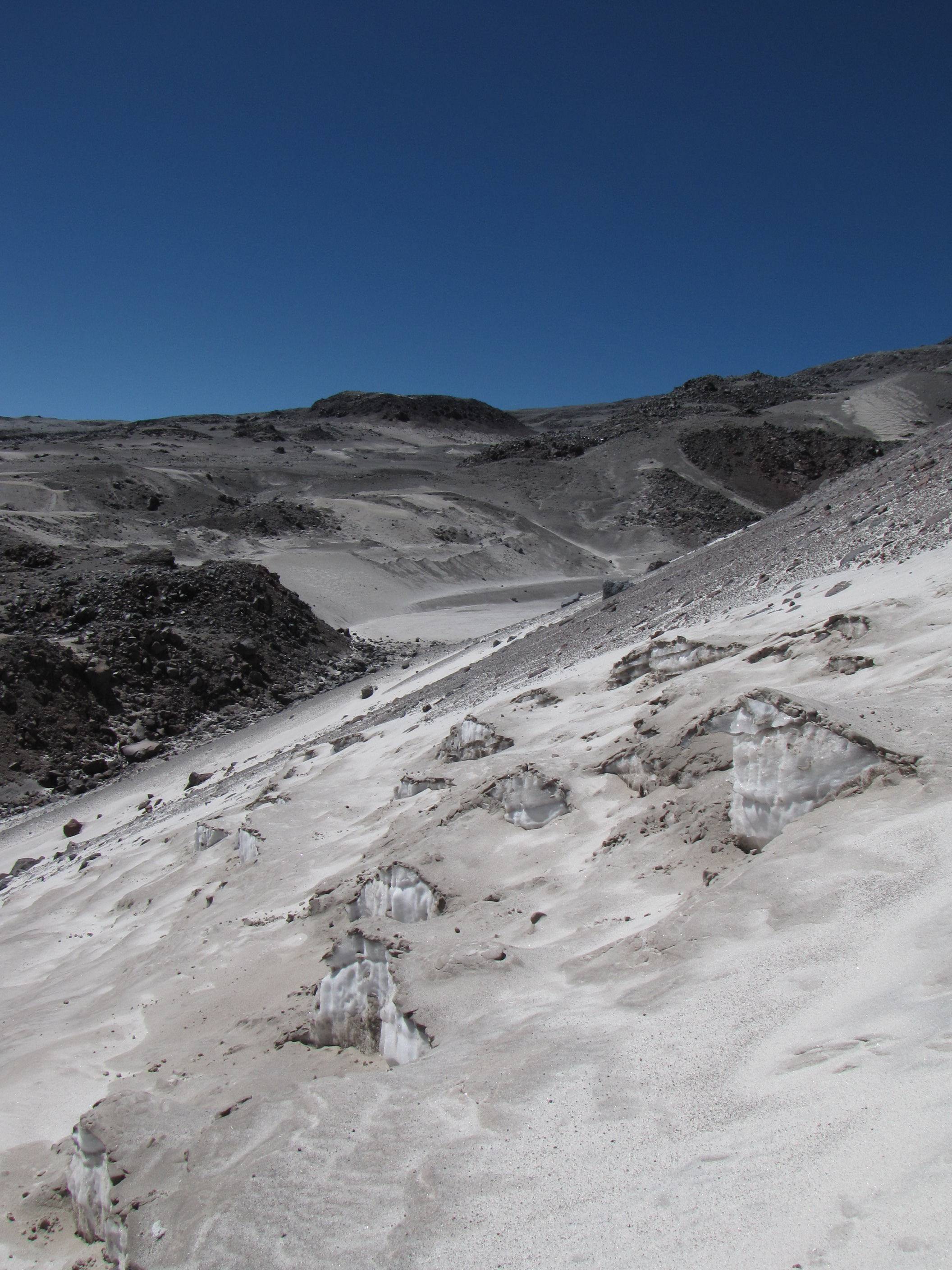
Лід, заритий під піском

На Охос-дель-Саладо значнішим за поверхневий є лід, заритий під піском й укладений в моренах. Він відступає, хоча ізоляційний ефект покриття уповільнює такий відступ. Спостерігаються кріокарст, ерозійні яри і так звані «засипні долини». Останні, найімовірніше, утворюються при таненні підземного льоду і снігу. Комбінований ефект ерозії талими водами і зникнення обсягу льоду створює порожнини, які руйнуються й утворюють долини та псевдокарстові форми рельєфу. Також танення заритого льоду може утворювати карстові вирви.

### Минуле зледеніння
Бокові морени, змінені вітровою ерозією, зустрічаються північніше Охос-дель-Саладо, а деякі старі потоки лави несуть сліди заледеніння. Дослідження, оприлюднене 2019 року, виявило на Охос-дель-Саладо льодовикові кари та коритоподібні долини. Однак немає жодних доказів ані просування плейстоценових льодовиків місцевістю, ані жодних ознак плейстоценової снігової лінії, хоча і повідомлялося про подібні кари у Невадо-Трес-Крусес, а деякі джерела припускають існування тут льодовиків 19 000 років тому. Мусони досягали півдня під час плейстоцену, але не досягали Охос-дель-Саладо, що призвело до розвитку льодовиків тільки в північніших широтах. Західні вітри також не надавали сталого впливу на клімат вулкана.

## Геологія
У Південній Америці вздовж західного узбережжя, де плити Наска й Антарктична занурюються під Південноамериканську плиту до Атакамського жолоба, налічується понад 200 вулканів зі слідами вивержень під час плейстоцену і голоцену, які утворють Андійський вулканічний пояс. Вулканічна активність обмежена чотирма основними вулканічними областями: північною, центральною (ЦВЗ), південною та австральною вулканічними зонами. В місцях вулканічної активності процес субдукції вивільняє рідкі породи з низхідної плити, що викликає утворення розплавів у мантії, які згодом піднімаються на поверхню та викликають той самий вулканізм. Охос-дель-Саладо є частиною Тихоокеанського вогняного кола.
ЦВЗ охоплює Перу, Болівію, Чилі й Аргентину та містить близько 1100 визнаних вулканів, багато з котрих надзвичайно старі, але досі впізнавані через низькі темпи ерозії в регіоні. Окрім стратовулканів, до складу ЦВЗ входять численні кальдери, ізольовані лавові куполи і лавові потоки, маари та пірокластичні конуси. Більшість вулканів віддалені від людських поселень, тому не становлять небезпеки. Охос-дель-Саладо є частиною ЦВЗ і складає її південний кордон. На південь від вулкана вулканізм припинився вже протягом останніх шести мільйонів років і до 32 ° пд.ш. субдукція відбувається під пологим кутом, тож вулканізм відсутній у Пампейській плоскій плиті. Неглибокий кут може бути наслідком субдукції підводного рельєфу, наприклад, хребта Копіапо на північній частині та хребта Хуана Фернандеса на південному краю прогалини.

## Клімат
Докладних кліматичних даних цього краю немає. Область Пуна-де-Атакама має надсухий висотний клімат із сильним вітром та високою інсоляцією. Край знаходиться на південь від південноамериканської посушливої діагоналі.
Температура на низьких висотах може перевищувати 10 °C, але середньорічна температура досягає лише −10 °C. Середні вітри в Лагуна-Верді взимку досягають максимальної швидкості 8-10 метрів, на вершинах гір вони можуть перевищувати 10 метрів за секунду і можуть перешкоджати спробам сходження. Вітер дме дужче в другій половині дня. Вітри створюють еолові форми рельєфу, такі як еолові відкладення, дюни, гравійні стежки, стерті скелі та мегабрижі на нижчих висотах, а також повторно відкладають сніг.
Річні опади складаються переважно з граду та снігу. Кількість опадів коливається від менше ніж 150 мм на рік до 300—500 мм на рік. Порівняно з місцевостями, розташованими далі на північ, опади випадають переважно взимку, хоча влітку снігопад також є звичайним явищем. Пік опадів припадає на висоту 5500 метрів, де знаходиться основа хмар, а вище цієї висоти він зменшується приблизно до 200 міліметрів. Тутешній сніговий покрив непостійний і швидко сублімується, що ускладнює його вимірювання. Середня товщина снігового покриву менше 5 сантиметрів. Сухий клімат перешкоджає утворенню значних льодовиків у краї. Тільки на південь, в Тронкітосі, починається ширше заледеніння та можна помилково прийняти за льодовики тимчасові скупчення криги і снігу.

## Рослинний і тваринний світ

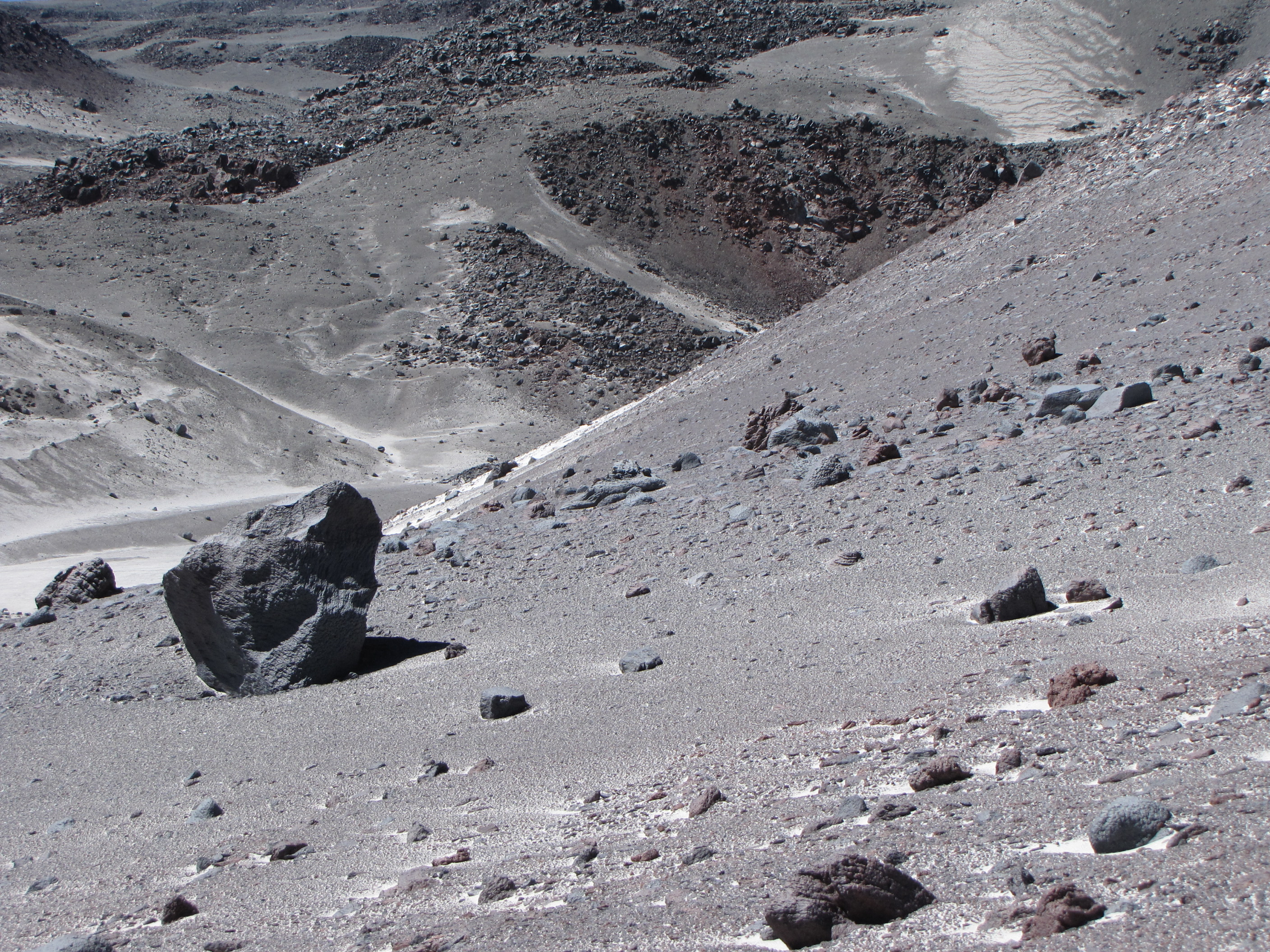
Валунний краєвид Охос-дель-Саладо

Через надсухий пустельний клімат цього краю рослинність відсутня починаючи з висоти понад 4600 метрів над рівнем моря. Втім на височинах було виявлено лишайники і мохи, а ближче до вершини було також знайдено зелені рослини. Станом на 2007 рік не має жодних повідомлень щодо рослин у водоймах Охос-дель-Саладо. Соле-, кислото- та холодостійкі бактерії було вилучено з відкладень в кратерних озерах, що відповідає зразкам мікроорганізмів з інших тотожніх сухих вулканічних середовищ.
Різноманітні флору і фауну було описано в нижчих районах на південний схід від Охос-дель-Саладо. Птахи, такі як качки, фламінго і гуси, а також ссавці, такі як гуанако і вікуньї, зустрічаються в регіоні Санта-Роза-Марікунга–Негро-Франциско. Шиншили і вікуньї живуть у долинах на південь від Охос-дель-Саладо, чим привабили людей у цей регіон. На висоті 5960 метрів спостерігалися вуховертки.
На захід від вулкана знаходиться національний парк Невадо-Трес-Крусес, а 1991/1994 роках планувалося створити національний парк і на аргентинській стороні. Станом на 2020 рік у Чилі обговорювалося створення «зони туристичного інтересу», що охоплює Охос-дель-Саладо.

## Альпінізм і туризм
Охос-дель-Саладо і навколишні гори приваблюють менше альпіністів, ніж Аконкаґуа, щороку сюди приїжджає лише кілька сотень альпіністів. З 1990-х років комерційні тури стали важливими чинниками частіших сходжень. На гору можна піднятися як з аргентинської, так і з чилійської сторони, але через кращу логістику більшість сходжень відбувається саме з чилійської. Велика висота, холодна і вітряна погода та непрохідна місцевість — звичайні труднощі для охочих альпіністів. На гору також можна дістатися автівкою до висоти у 6650 метрів.
Підйом з чилійської сторони дещо легший, оскільки до першого притулку можна дістатися машиною, але сам піший підйом легший з аргентинської сторони. Ґрунтова дорога, що відходить від шосе 31-го чилійського маршруту у перевал Сан-Франциско, веде на південь до Охос-дель-Саладо, повз Рефухіо-Мюррей (ісп. Refugio Murray — «Притулок Мюррей») до біваку Рефухіо-Універсідад-де-Атакама/Хорхе-Рохас (ісп. Refugio Universidad de Atacama/Jorge Rojas — «Притулок Атакамського університету/Хорхе Рохаса») на висоті 5200 метрів, а звідти дорога веде у Рефухіо-Техос (ісп. Refugio Tejos) на висоті 5825 метрів та зрештою на вершину Охос-дель-Саладо. З Аргентини шлях проходить від Казадеро-Гранде (хатина Кемадіто) вздовж великого струмка до його початку в Агуас-Кал'єнтес (ісп. Aguas Calientes — «гарячі води») на висоті 4200 метрів. Звідти він продовжується спочатку вгору сухими долинами до Аква-ді-Вікуна на висоті 4950 метрів, до плато Ель-Ареналь на висоті 5500 метрів і, зрештою, різними стежками до Охос-дель-Саладо.

## Астрономія
Астрономи розвідали вулкан на предмет можливості створення там обсерваторії. Форми рельєфу, такі як яри та кратерні озера, їхній стан, а також кліматичні умови навколо Охос-дель-Саладо також спонукали вчених досліджувати його як можливий відповідник марсіанського довкілля.